# Тьобза (Костромська область)
Тьобза (рос. Тёбза) — залізнична станция в Галицькому районі Костромської області Російської Федерації.
Населення становить 21 особу. Входить до складу муніципального утворення Дмитрієвське сільське поселення.

## Історія
У 1936-1944 року населений пункт перебував у складі Ярославської області. Від 1944 належить до Костромської області.
Від 2007 року входить до складу муніципального утворення Дмитрієвське сільське поселення.

## Населення
1. Н/Д[2]